# Gargaso
Nella mitologia greca, Gargaso è un guerriero troiano che combatté in difesa della sua città nel conflitto scoppiato in seguito al rapimento di Elena da parte di Paride.
Non menzionato nell'Iliade, Gargaso è un personaggio noto solo ad Igino, se non un frutto della sua invenzione. Si distinse in guerra uccidendo due avversari, ma cadde sotto i colpi di Aiace d'Oileo.